# Dax (Name)
Dax ist ein Familienname sowie ein von diesem übernommener englischer männlicher Vorname.
Der Familienname Dax stammt im deutschen Sprachraum in der Regel aus zwei Quellen:
- der französischen Stadt Dax mit deren Umgebung, aus der im Zuge der Hugenottenvertreibung Familien nach Deutschland aussiedelten (ein Fluchtort war Siegen und dessen Umgebung, damals zu Hessen-Nassau gehörend); bei der Ansiedlung wurden die ursprünglichen Familiennamen vielfach gestrichen und durch Dax ersetzt. Die Namensträger waren evangelisch.

- aus dem alten tirolerischen Wort Tax ‚Tanne‘, vgl. die Daxkapelle in Partenkirchen. Die Namensträger lebten in Österreich und Bayern und waren katholisch.

Ein weiterer Namensschwerpunkt war der moselfränkische Raum (Mosel, Luxemburg, Vulkaneifel). Die Namensträger waren katholisch, die Namensableitung ist nicht bekannt.

## Namensträger

### Vorname
- Dax McCarty (* 1987), US-amerikanischer Fußballspieler
- Dax Shepard (* 1975), US-amerikanischer Schauspieler

### Familienname
- Adrien Dax (1913–1979), französischer Autor und Maler des Surrealismus
- Christian Dax (* 1988), österreichischer Politiker (SPÖ)
- Conny Dax (* 1963), deutscher Pornodarsteller, siehe Conny Dachs
- Danielle Dax (* 1958), englische Musikerin
- Günter Dax (1928–2018), deutscher Arbeitsrechtler und Sozialpolitiker, Träger des Bundesverdienstkreuzes 1. Klasse
- Hanna Dax, deutsche Richterin des Bayerischen Verfassungsgerichtshofs
- Jean Dax (1879–1962), französischer Schauspieler bei Bühne und Film
- Leandra Ophelia Dax (* 1981), belarussisch-deutsche Pianistin, Sängerin und Songwriterin
- Lene Dax (* 1989), deutsche Theaterschauspielerin
- Marc Dax (1770–1837), französischer Neurologe
- Max Dax (Maximilian Bauer * 1969), deutscher Publizist, Journalist, Fotograf und Grafiker
- Micheline Dax (1924–2014), französische Schauspielerin
- Paul Dax (1503–1561), Tiroler Soldat, Maler, Glasmaler und Kartograph
- Wolfgang Dax (* 1939), österreichischer Politiker (ÖVP) und Rechtsanwalt

## Fiktive Personen
- Jadzia und Ezri Dax, Figur im Star-Trek-Universum, deren Familienname sich von dem ihnen eingepflanzten Symbionten herleitet.